# آدونا (آرکانزاس)
آدونا (آرکانزاس) (به انگلیسی: Adona, Arkansas) در ایالات متحده آمریکا با جمعیت ۲۰۹ نفر است که در Perry County واقع شده‌است.

## موقعیت جغرافیایی
موقعیت جغرافیایی شهرها و مناطق اطراف به شرح زیر است: